# Whangamumu Harbour
Whangamumu Harbour ist ein Naturhafen in der Region Northland auf der Nordinsel von Neuseeland.

## Geographie
Der Whangamumu Harbour befindet sich rund 16 km östlich von Russell und rund 55 km nördlich von Whangārei an der Ostküste der Northland Peninsula. In seiner längsten Ausdehnung misst der Naturhafen rund 3,9 km und kommt an seiner breitesten Stelle auf rund 1100 m. Der mit rund 700 m für das Gewässer recht breite Hafeneingang geht fast übergangslos in den Pazifischen Ozean über. Die zum Teil zerklüftete Küstenlinie des Naturhafens ist rund 8,3 km lang.

## Beschreibung
Der Naturhafen, einer S-Form gleich, wird an der ozeanzugewandten Seite von zwei 1,1 km und 2,26 km langen in den Ozean hineinreichenden Halbinseln flankiert, auf denen sich die Felsen bis auf 120 m bzw. 152 m in die Höhe erheben. Die südliche Halbinsel trägt den Namen Whangamumu Peninsula. Nach einer rund 330 m breiten Engstelle folgt der hintere Teil des Gewässers mit einem rund 580 m langen, aber sehr schmalen Kiesstrand. Dieser Teil des Naturhafens liegt sehr geschützt, hat an seinen beiden Seiten kleine, zum Ankern sehr geeignete Buchten und wird deshalb von Seglern dafür geschätzt.

## Geschichte
Der Whangamumu Harbour war in den Jahren von 1844 bis 1942 eine Walfangstation und ein Standort für die Verarbeitung von Walfleisch zu Walöl. Zu den Gründern der Station, John Johnson und Andrew Gibson, und dem Standort der Anlage innerhalb des Hafens ist wenig bekannt. Von ihren Nachfolgern William und Herbert George, weiß man aber, dass sie 1893 ihre Walfangstation von der Outu Bay auf der Rakaumangamanga Peninsula an die nordwestliche Bucht im Whangamumu Harbour verlegten.
1910 folgte dann der Ausbau zu einer Fabrik unter den neuen Besitzern Messrs Jagger & Cook. Die Jagd nach Walen erfolgte mit einem Dampfschiff unter Verwendung von Harpunen und die höchste Zahl an verarbeiteten Walen war 1925 mit insgesamt 74 Walen in nur einem Jahr. Während der Great Depression fiel der Walölpreis und die Anlage wurde zwischen 1931 und 1932 vorübergehend stillgelegt. Der Niedergang und das Ende der Fabrik und des Walfangs kam dann in den Jahren 1940 bis 1942, als das Dampfschiff für den Walfang, die Niagara, sank und 1942 die Fabrikanlage bis auf die Betonfundamente abbrannte. Die Anlage war die am längsten und am effizientesten betriebene Walfangstation in der Region Northland.